# CD São Salvador
Clube Desportivo São Salvador o CD São Salvador es un club deportivo angoleño en la provincia de Zaire .
En 2013, el equipo participó en el Gira Angola, el torneo clasificatorio para la máxima división de Angola, el Girabola . 